# Roger François
Roger François (n. 7 octombrie 1900, Romans, Drôme, Franța – d. 15 februarie 1949, Paris, Île-de-France, Franța) a fost un halterofil ce a reprezentat Franța, medaliat olimpic. A participat la 3 ediții ale Jocurilor Olimpice (1924, 1928, 1932) în care a câștigat o medalie de aur.